# Plodia
Plodia is een geslacht van vlinders uit de familie van de snuitmotten (Pyralidae) en de onderfamilie Phycitinae.

## Soorten
- Plodia dolorosa Dyar, 1919
- Plodia gloriosa Neunzig & Dow, 1993
- Plodia interpunctella Hübner, 1813 - Indische meelmot